# Bachas
Bachas – miejscowość i gmina we Francji, w regionie Oksytania, w departamencie Górna Garonna.
Według danych na rok 1990 gminę zamieszkiwało 69 osób, a gęstość zaludnienia wynosiła 26 osób/km² (wśród 3020 gmin regionu Midi-Pireneje Bachas plasuje się na 994. miejscu pod względem liczby ludności, natomiast pod względem powierzchni na miejscu 1673.).